# Aleyrodes tinaeoides
Aleyrodes tinaeoides es un hemíptero de la familia Aleyrodidae, con una subfamilia: Aleyrodinae.
Fue descrita científicamente por primera vez por Ossiannilsson en 1966.